# Tolino
Pour l’article homonyme, voir Serena Tolino.

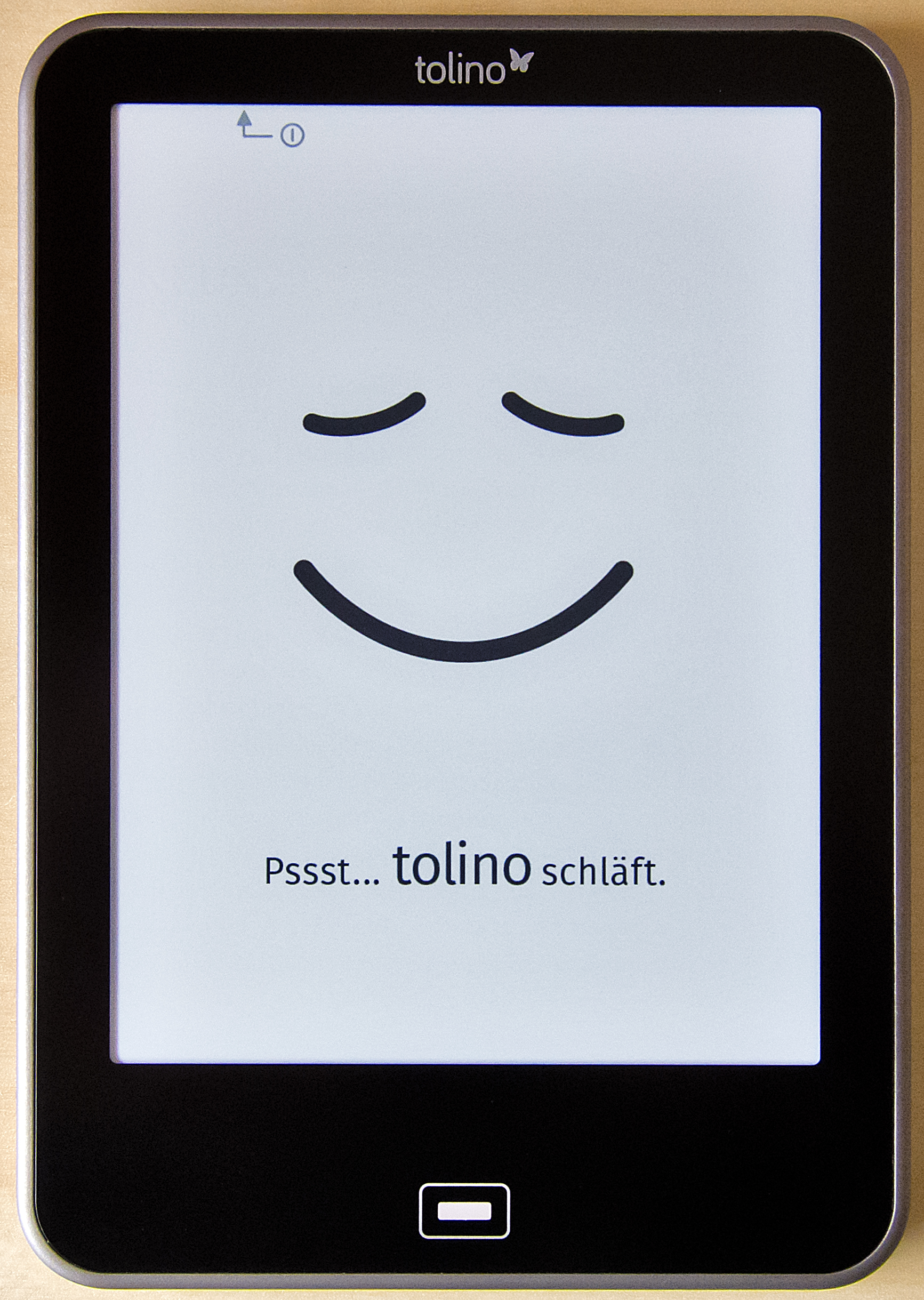
Tolino Vision.

Tolino est une marque de liseuses et de tablettes tactiles vendues en Allemagne, en Autriche, en Belgique, en Italie, aux Pays-Bas et en Suisse, développée par Deutsche Telekom en collaboration avec Club Bertelsmann (de) et plusieurs chaînes de librairies allemandes: Hugendubel (de), Thalia, Weltbild (de). Ces produits sont vendus par Standaard Boekhandel en Belgique, INDIeBook, IBS.it (it) et Libraccio en Italie, Blz et Libris (nl) aux Pays-Bas. La marque est rachetée par Kobo (entreprise) en 2017.

## Liseuses Tolino
- Tolino Vision
- Tolino Shine

## Tablettes Tolino

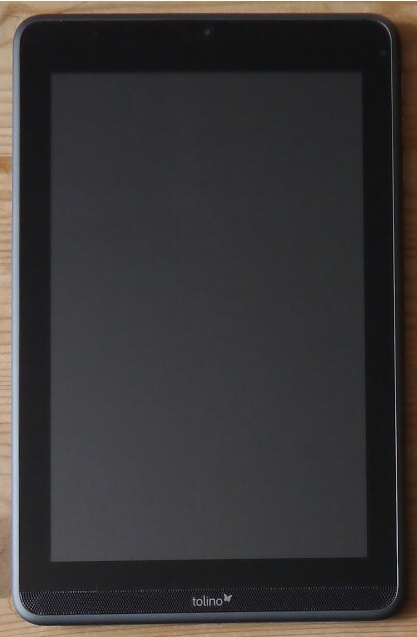
Tolino Tab 8,9″

- Tolino Tab 7″
- Tolino Tab 8,9″